# 大提琴手高修 (1982年動畫)
《大提琴手高修》為日本動畫導演高畑勳改編自作家宮澤賢治創作的同名童話《大提琴手高修》，於1982年發表的劇院動畫。

## 劇情簡介
動畫版劇情基於原作、同樣描寫著一名演奏方法不靈光的大提琴手──高修，在被樂團長指責問題後、每晚回家練習時被各種不同小動物闖入家中打擾。
而高修也在與小動物的互動中，慢慢地影響了自己演奏的能力。

## 主要角色
高修
隸屬金星音樂團的大提琴手，有著不夠純熟的演奏技巧。
在被樂團長斥責後而每夜通宵達旦地苦練，在練習中的幾晚被其牠小動物進門打擾，因演奏在即而心急壓力的高修，從一開始的暴躁不悅，到最後領悟並修補了琴藝，演奏時得到觀眾的如雷掌聲，也藉此體會到每晚到來的小動物，原來都是來幫助進步的貴人，在片尾默默地向幫助他成功的小動物們致謝。
貓咪
最先造訪高修家的動物，為一頭三毛貓。
擅自將高修田裡種的蕃茄採下、厚臉皮地當成是送給高修的禮物，希望對方能因此為牠演奏舒曼的曲子，遭到高修拉「印度獵虎曲」惡整最後驅離，但讓高修的琴聲融入了感情。
布穀鳥
一隻了解音階高低不同音樂知識的鳥，到高修家想與對方互相切磋音樂，整晚重複地拉奏「布榖」兩個音，最後高修暴怒將布穀鳥趕跑，卻也讓其琴聲有了音準。
小狸子
攜帶著樂譜「快樂馬車伕」、來與高修合奏的小狸，在高修拉琴時敲擊琴身，藉此補足了高修的節奏感。
野鼠母子
帶著生病中的兒子一同前來高修家的母野鼠，希望高修能藉由演奏樂曲來醫治自己兒子的病情，令琴聲出現了感染生命的力量。

## 製作

### 概要
《大提琴手高修》的動畫改編提案最初為動畫工作室OH!Production裡候補的企劃之一，之後由高畑勳接手耗費5年多的時間才完成。因作品中牽扯樂手在演奏樂器的橋段，擔任角色設計的才田俊次也為了能讓動畫人物能有精準的表現而購買了大提琴的教學手冊作為參考。
原作中金星音樂團演奏的樂曲雖有提到其名稱為「第六交響曲」，但並未特別指明是出於何人的創作。之後高畑勳在觀察原作中人與自然動物之間互動的風格、以及作者宮澤賢治的個人喜好後，推定此第六交響曲必定為貝多芬的《田園》，進而將此樂曲套入在動畫中。而原作中另提到的兩首樂章「印度獵虎」及「快樂的馬車伕」在動畫版裡表現出來的曲調，則由動畫的配樂負責人間宮芳生所創作。

### 配音人員
- 高修：佐佐木秀樹
- 貓咪：白石冬美
- 布穀鳥：肝付兼太
- 小狸子：高橋和枝
- 小野鼠、女中提琴手：橫澤啟子
- 小野鼠的媽媽：高村章子
- 樂團長：雨森雅司
- 團員：、横尾三郎
- 首席大提琴手：千葉順二
- 音樂館館長：槐柳二
- 主持人：矢田耕司
- 其它：三橋洋一

### 製作人員
- 原作：宮澤賢治
- 導演、劇本：高畑勳
- 導演助手：松浦錠平、奧脇雅晴
- 企劃：小松原一男、米川功真
- 角色設計、原畫：才田俊次
- 美術：椋尾篁
- 動畫師：北浦知子、西戶、束田久美子、野村子、富澤洋子、
- 畫面加工：義山正夫、Studio Robin
- 攝影：岡芹利明、
- 剪輯：杉山圭子
- 音樂：間宮芳生
- 大提琴演奏：矢島光雄
- 錄音：浦上靖夫
- 製作：村田耕一
- 作進行：吉田健二
- 協力：大塚正昭
- 監修：天澤退二郎、宮澤清六、堀尾青史
- 作品標題題字：宮澤清六
- 製作動畫室：OH!Production

### 片中樂曲及插入歌
- 第六號交響曲 田園

指揮：間宮芳生 演奏：東京室內樂協會
指揮：岩城宏之 演奏：NHK交響樂團
- 星球旅行之歌

作詞．作曲：宮澤賢治 演唱：蕃茄兒童合唱團

## 榮譽
- 第36屆每日電影獎：大藤信郎獎
- 社團法人日本電影Japan P.E.N Club推薦作品

## 影音產品
《大提琴手高修》曾於2000年重製成DVD影碟由Geneon Universal Entertainment Japan出售。
之後在宮澤賢治110歲冥誕的2006年中，由吉卜力工作室再次重製成二碟裝的DVD合輯、並交由華特迪士尼家庭娛樂集團發行。

## 外部連結
- 互联网电影数据库（IMDb）上《大提琴手高修》的资料（英文）